# Fluoxetine
Fluoxetine, còn có tên thương mại là Prozac và Sarafem cùng một số tên khác, là một thuốc chống trầm cảm thuộc nhóm chất ức chế tái hấp thu serotonin chọn lọc (SSRI). Chúng được sử dụng để điều trị rối loạn trầm cảm chính, rối loạn ám ảnh cưỡng chế (OCD), rối loạn thần kinh bulimia, rối loạn hoảng loạn.
Tác dụng phụ thường gặp bao gồm khó ngủ, rối loạn chức năng tình dục, chán ăn, khô miệng, phát ban và những giấc mơ bất thường. Tác dụng phụ nghiêm trọng có thể có như hội chứng serotonin, hưng cảm, co giật, tăng nguy cơ tự tử ở những người dưới 25 tuổi và tăng nguy cơ chảy máu. Nếu đột nhiên dừng sử dụng thuốc, hội chứng cai nghiện có thể xảy ra với các triệu chứng như lo lắng, chóng mặt và thay đổi cảm giác. Vẫn chưa rõ ràng về mức độ an toàn nếu dùng trong thai kỳ. Nếu đã dùng thuốc, việc tiếp tục cho con bú có thể là hợp lý. Cơ chế hoạt động của nó chưa hoàn toàn rõ ràng nhưng được cho là có liên quan đến việc tăng hoạt động serotonin trong não.
Fluoxetine được công ty Eli Lilly and Company phát hiện năm 1972 và được sử dụng vào năm 1986. Nó nằm trong danh sách các thuốc thiết yếu của Tổ chức Y tế Thế giới, tức là nhóm các loại thuốc hiệu quả và an toàn nhất cần thiết trong một hệ thống y tế. Chúng có sẵn dưới dạng thuốc gốc. Chi phí bán buôn ở các nước đang phát triển là từ 0,01 đô la Mỹ đến 0,04 đô la Mỹ mỗi ngày, tính đến năm 2014. Tại Hoa Kỳ, chi phí vào khoảng 0,85 đô la Mỹ mỗi ngày.